# 208e brigade de missiles antiaériens
Pour les articles homonymes, voir 208e brigade.
La 208e brigade de missiles antiaériens de Kherson de son nom complet la 208e brigade de missiles anti-aériens de l'armée de l'air de Kherson des forces armées ukrainiennes (en ukrainien : 208 зенітна ракетна Херсонська бригада Повітряних Сил Збройних Сил України,  numéro d'unité militaire A1836) est une brigade de missiles antiaériens du Commandement aérien Sud (uk).

## Historique
En 1992, la 208e brigade de missiles anti-aériens de la garde (uk)  du 60e corps de défense aérienne de l'armée soviétique passe sous la juridiction de l’Ukraine et devient partie intégrante de ses forces armées.

## Structure

### Chefs de corps
- 2013 : colonel Mikhaïl Dmitriev[3] ;
- Jusqu'en mai 2023 : colonel Rouslan Boboukh
- à partir de mai 2023 : le colonel Viatcheslav Ptachenko

## Traditions
Le 9 décembre 2016, la brigade célèbre le 75e anniversaire de la création de l’unité.
Le 23 août 2023, la 208e brigade de missiles anti-aériens de l’armée de l’air des forces armées ukrainiennes reçoit le prix honorifique « Pour le courage et la bravoure » par décret du président ukrainien Volodymyr Zelensky.
Le 2 août 2024, le président Volodymyr Zelensky attribue à la brigade le nom honorifique de « Khersonskaya » (en ukrainien : Херсонська).

## Sources et bibliographie
- (uk) Cet article est partiellement ou en totalité issu de l’article de Wikipédia en ukrainien intitulé « 208-ма зенітна ракетна бригада (Україна) » (voir la liste des auteurs).